# کمین (فیلم ۲۰۲۱)
کمین (به انگلیسی: The Ambush) یک فیلم اکشن و جنگی اماراتی محصول سال ۲۰۲۱ به کارگردانی پی‌یر مورل، نویسندگی براندون برتل و کورتیس بیرتل است. این فیلم بر اساس داستان کمین سربازان اماراتی در سال ۲۰۱۸ توسط شورشیان ساخته شده‌است. از دسامبر ۲۰۲۱، این فیلم پرفروش‌ترین فیلم اماراتی و عربی‌زبان تاریخ در امارات است.
فیلمبرداری اصلی در امارات متحده عربی انجام شد. این فیلم در ۲۵ نوامبر ۲۰۲۱ منتشر شد.

## داستان
در سال ۲۰۱۸، در طول جنگ یمن، سربازان نیروهای مسلح امارات متحده عربی مستقر در مخا در یک مأموریت مستقر شدند. در میان یک گشت زنی معمولی، سربازان اماراتی، علی المسماری، بلال السعدی و ال هنداسی توسط جنگجویان شورشی در دره‌ای گیر افتاده‌اند. در پاسخ، یک جوخه دیگر از سربازان اماراتی مأموریتی را برای نجات هموطنان خود انجام می‌دهند.

## تولید
این فیلم توسط یک گروه ۴۰۰ نفره و بازیگران فیلمبرداری شد و آن را به بزرگ‌ترین تولید فیلم بلند عربی زبان تبدیل کرد که در شورای همکاری خلیج فارس فیلمبرداری شده‌است.